# مینه‌ئو مایا
مینه‌ئو مایا (انگلیسی: Mineo Maya؛ زادهٔ ۴ مارس ۱۹۵۳) مانگاکا اهل ژاپن است.